# Пиндос (кораб)
Вижте пояснителната страница за други значения на Пинд.
Разрушителят „Пинд“ (на гръцки: ΒΠ Πίνδος) е гръцки военен кораб по време на ВСВ и гражданската война в Гърция.
Предоставен е на гръцките ВМС от кралския британски флот през 1941 г. в знак на уважение към гръцката съпротива по време на операция Марита и операция Меркурий.
Официално е зачислен в гръцката флота на 12 ноември 1942 г. под името „Пинд“ (код: L67), заради гръцката победа в решителната битка на Пинд в началото на итало-гръцка война от 1940-1941 г.
Под командването на капитан 2-ри ранг Василиос Кирисов е конвоиращ около североафриканския средиземноморски бряг до Порт Саид в началото на 1943 г.
Корабът взима участие в блокадата на Тунис и поддържа съюзническия десант в Сицилия на 22 август 1943 г., заедно с британския разрушител HMS Easton (код: L09). „Пинд“ потапя германската подводница U-458, южно от Сицилия, на остров Пантелерия. 
Разрушителят взема участие и в разтоварването на съюзническата войска в Салерно, както и в печалната за съюзниците Додеканезка операция (от края на септември до ноември 1943 г.).
През април 1944 г. членовете на екипажа на разрушителя вземат участие във въстанието на гръцката флота в Александрия. Бунтовниците се опитват да предотвратят британската намеса в следвоенна Гърция в подкрепа на гръцката монархия и подчиняват гръцката флота в Близкия изток на ЕЛАС. Разрушителят взема курс към Малта, където се намират немалка група гръцки кораби, след което се отправя към Италия и отказва да се подчинява на заповедите на главното британско съюзническо командване. 
След като бунта е овладян, с нов екипаж ескортира кораби между Порт Саид и Гибралтар и участва в разтоварването на съюзническата войска в южната част на Франция през юни 1944 г. При експлозия на сандък с боеприпаси 4-ма членове на екипажа му са убити. След дебаркирането на британските войски в Гърция през октомври 1944 г., разрушителят е във флота на Гърция, но в качеството му на обезпечаващ британския военен заем за Гърция. „Пинд“ взема участие в Гражданската война в страната 1946-1949 г. Върнат е на Великобритания през 1959 г., след което е и продаден за скрап.
Корабът е символ и на гръцко-британския разрив, т.к. е взет на прицел за потапяне от Британските кралски военноморски сили, след като им отказва подчинението си през април 1944 г.